# Bengt Engström
Bengt Arvid Engström, född 28 december 1898 i Svedala församling, Malmöhus län, död 12 november 1949 på Orupssanatoriet, Höör, (kyrkobokförd  Slottsstadens församling, Malmö), var en svensk författare.
Bengt Engström var son till inspektören vid sockerfabriken i Svedala Hans Engström. Han blev elev vid Svedala kommunala mellanskola 1912 och avlade realskoleexamen där varpå han 1916 blev elev vid Högre allmänna läroverket i Malmö, där han avlade studentexamen 1919. Engström arbetad därefter som journalist vid tidningen Södra Skåne i Ystad. Innan han 1922 blev student vid Lunds universitet. Samma år blev han amanuens vid Historiska museet och mynt- och medaljkabinettet i Lund och utförde flera arkeologiska utgrävningar för museets räkning, bland annat utgrävningarna av Sankt Peters kloster i Lund 1925-1926. Engström blev filosofie kandidat 1926. Hans historiska intresse förde honom in på ämnet Skånes byorganisation som kom att följa honom under resten av livet. Redan 1927 publicerade han en artikel om åldermansskifte och bystämma i Fataburen. 
1927-1929 var han intendent vid Västerås museum och sekreterare i Västmanlands fornminnesförening samt riksantikvariens ombud i Västmanlands län. Som intendent vid fortsatte han utbyggnaden av Vallby friluftsmuseum. Han var därefter verksam som författare i Stockholm, och lät bland annat ge ut en nyutgåva av Nils G. Bruzelius' Allmogelivet i Ingelstads härad i Skåne. Efter en tid återvände han dock till Skåne där han från 1935 var anställd vid Sydsvenska Dagbladet Snällpostens korrekturavdelning och fri medarbetare i tidningen. Sjukdom kom dock att alltmer hindra hans fortsatta arbete.